# Grażyna Szwat-Gyłybowa
Grażyna Szwat-Gyłybowa (ur. 1956) – doktor habilitowana,  profesor IS PAN, literaturoznawczyni.

## Życiorys
W latach 2007–2011 dyrektorka Instytutu Slawistyki PAN; członkini Rady Naukowej Instytutu Slawistyki PAN oraz Rady Wydziału Polonistyki Uniwersytetu Warszawskiego;  od 2006 roku redaktorka naczelna czasopisma “Slavia Meridionalis”, członkini komitetu redakcyjnego “Prac Filologicznych”;  Komitetu  Słowianoznawstwa PAN, TNW, Rady Programowej Fundacji Slawistycznej.  wyróżniona przez Prezesa Bułgarskiej Akademii Nauk Dyplomem Uznania za Zasługi dla Bułgarystyki. Uhonorowana w 2016 roku najwyższym odznaczeniem Bułgarskiej Akademii Nauk – Medalem im. Marina Drinowa ze Wstęgą, oraz w 2016 doktoratem honoris causa Uniwersytetu Sofijskiego i Błękitną Wstęgą Uniwersytetu Sofijskiego. W 2005 odznaczona Srebrnym Krzyżem Zasługi, w 2012 otrzymała Złoty Medal za Długoletnią Służbę.
Głównym obszarem badań jest problematyka kulturowa na Bałkanach: kwestie polietniczności i wielokulturowości, bułgarskie mity narodowe i symbole kulturowe, historia ruchów religijnych i badania nad tradycjami duchowości elit.

## Publikacje
Opublikowała kilkadziesiąt publikacji naukowych i popularnonaukowych, w tym m.in.:
- "Haeresis bulgarica w bułgarskiej świadomości kulturowej XIX i XX wieku", Warszawa 2005. ISBN 83-89191-33-4.
- "Kultura, język, komunikacja: problemy globalizacji i kultur narodowych" (red. wspólnie z Andrzejem Z. Makowieckim), Warszawa: Uniwersytet Warszawski. Wydział Polonistyki. Instytut Slawistyki Polskiej Akademii Nauk, 2001. ISBN 83-915364-1-6.
- "W kręgu bułgarskiej groteski (o twórczości Jordana Radiczkowa)", Slawistyczny Ośrodek Wydawniczy, Warszawa 1991.
- "Literatura jako narzędzie zła", (w:) Kategoria dobra i zła w literaturach słowiańskich, red. T. Dąbek - Wirgowa i A. Z. Makowiecki, Warszawa 1994, s. 121–126.
- "Bogomilstwo – wielki temat kultury bułgarskiej w prozie Emiliana Stanewa", (w:) Wielkie tematy kultury w literaturach słowiańskich, t.6, red. I. Malej i Z. Tarajło-Lipowska, Wrocław 2004.
- "Literatura bułgarska po przełomie", Arkusz, czerwiec 2000, s. 1-2.
- "Wiedza lokalna i uniwersalna", Literatura na świecie, nr 3-4/2006, s. 138-148.

Jest członkinią zespołów redakcyjnych czasopisma "Slavia Meridionalis" oraz serii wydawniczych "Literatura na pograniczach" i "Kultura na pograniczach". Dokonała także kilku przekładów z bułgarskiej literatury pięknej i naukowej.